# Henry J
El Henry J era un automóvil estadounidense construido por la Kaiser-Frazer Corporation y llamado así por su presidente, Henry J. Kaiser. La producción del modelo de seis cilindros comenzó en julio de 1950, y la producción del de cuatro cilindros se inició poco después del Día del Trabajo de 1950. La presentación pública oficial se produjo el 28 de septiembre de 1950. El coche se comercializó hasta 1954.

## Desarrollo

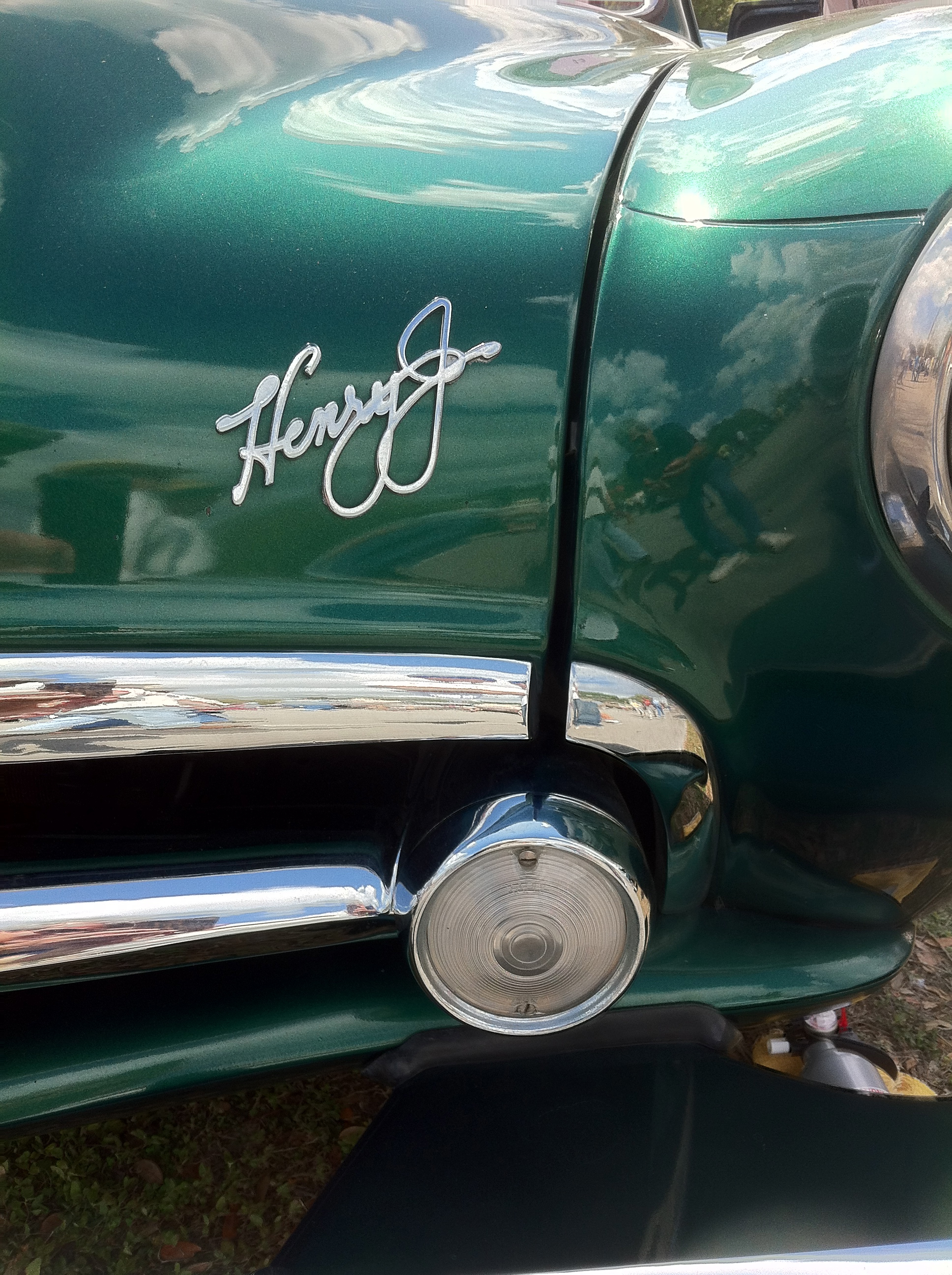
"Firma" delantera del Henry J

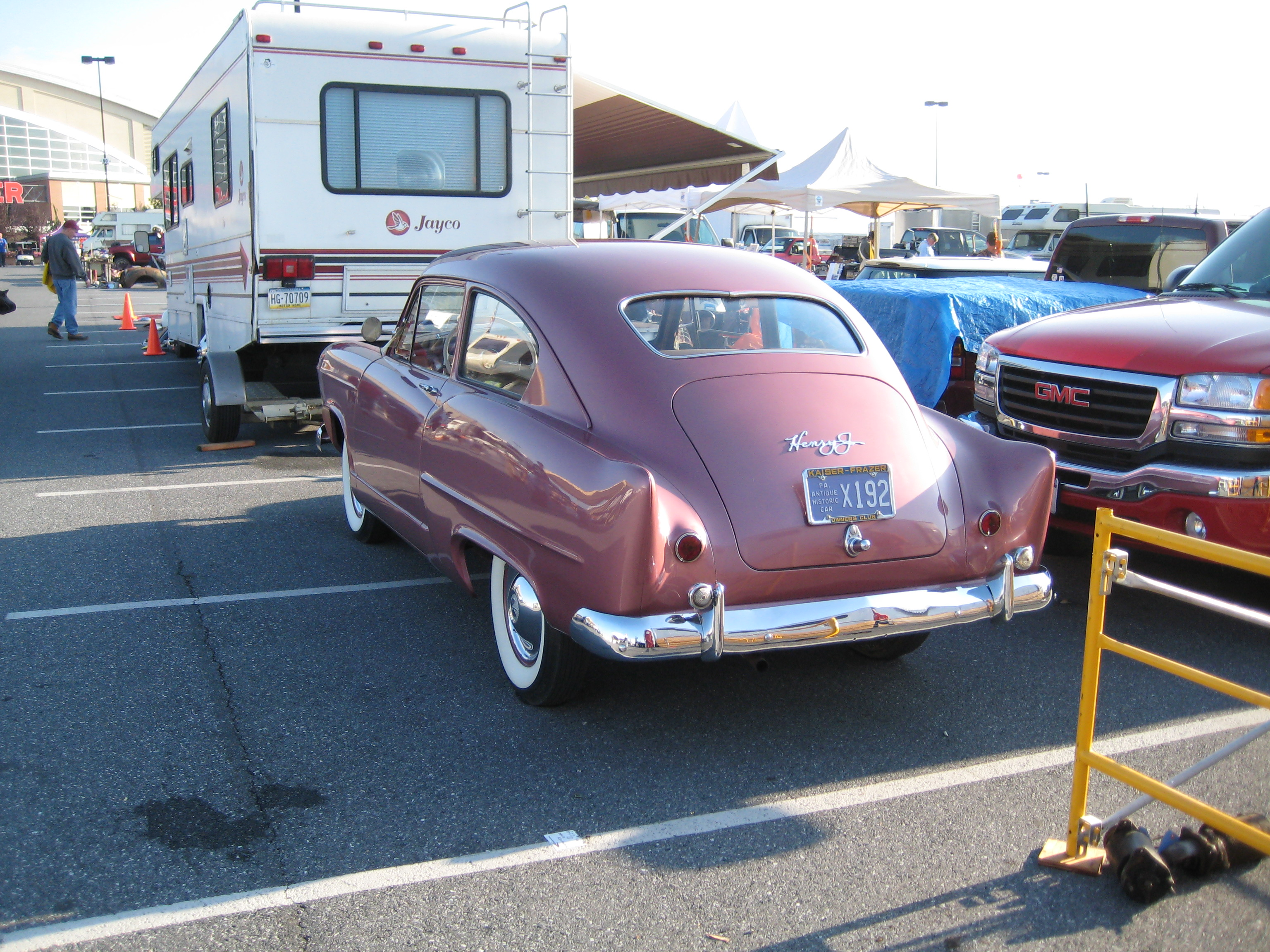
Kaiser Henry J de 1951. Vista trasera

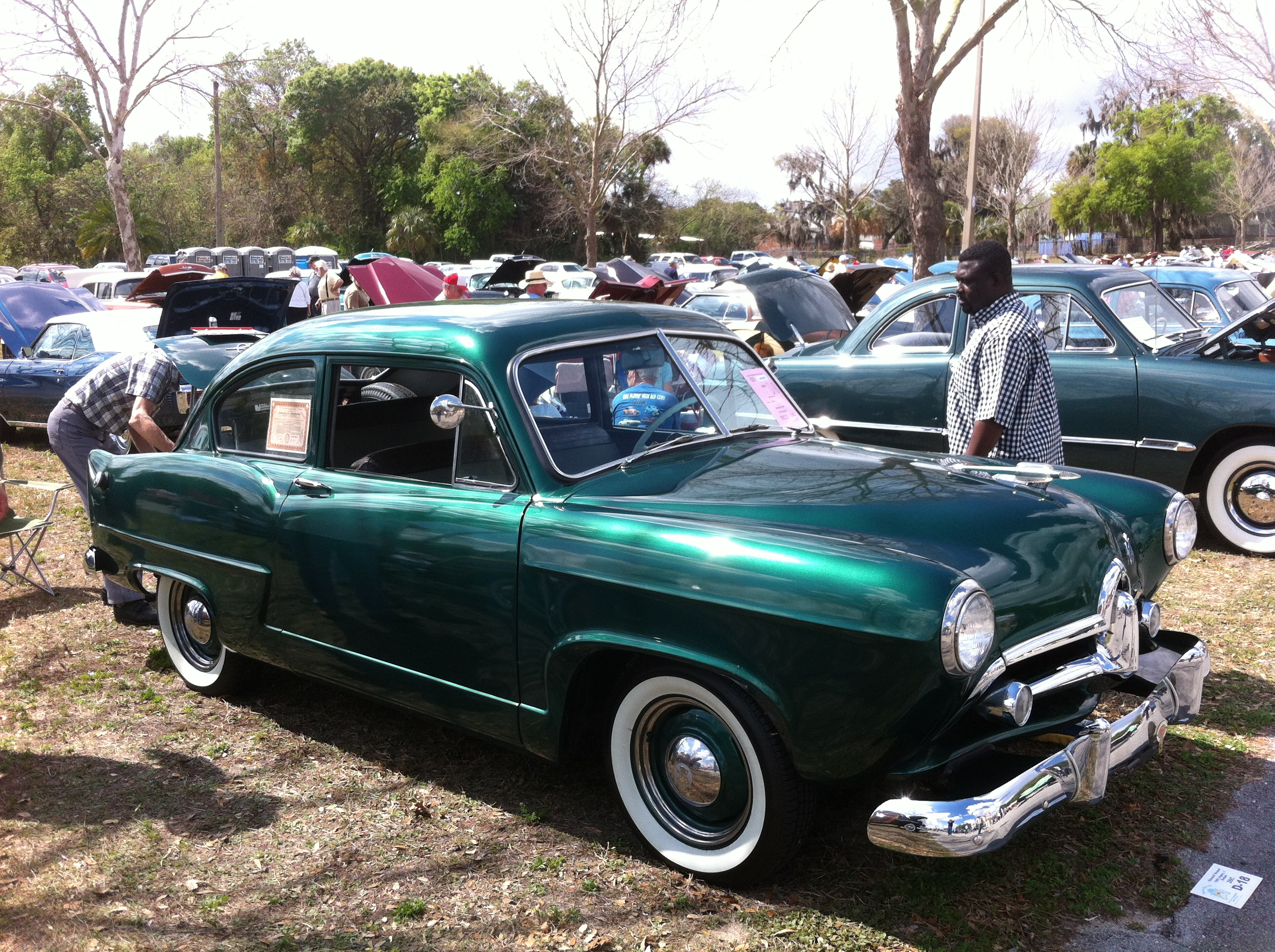
Kaiser Henry J (1951)

El Henry J fue una idea de Henry J. Kaiser, quien buscó aumentar las ventas de la gama de modelos Kaiser agregando un automóvil que pudiera construirse de manera económica, y por lo tanto, asequible para el estadounidense promedio en la misma línea en que Henry Ford produjo el Modelo T. El objetivo era atraer a "los compradores menos pudientes que solo podían permitirse comprar un automóvil usado", y el intento se convirtió en un automóvil compacto estadounidense pionero.
Para financiar el proyecto, la Kaiser-Frazer Corporation recibió un préstamo del gobierno federal en 1949. Esta financiación especificaba varios detalles del vehículo. Kaiser-Frazer se comprometía a diseñar un vehículo que en su forma básica se vendiera al por menor (incluido el impuesto federal y el cargo por preparación de entrega) por no más de 1300 dólares (unos 16 463 dólares en 2023 ). Debía acomodar al menos a cinco adultos, ser capaz de circular al menos a 50 millas por hora (80 km/h) durante períodos prolongados de tiempo y estar disponible para la venta minorista a más tardar el 30 de septiembre de 1950.
Howard "Dutch" Darrin realizó una propuesta de diseño de automóvil compacto que utilizaba el futuro Kaiser ya aprobado, pero con una distancia entre ejes más corta. Sin embargo, Henry J. Kaiser quería un automóvil completamente nuevo y se decidió por un diseño desarrollado por American Metal Products, "un proveedor de armazones y muelles para asientos de automóvil". En un intento por mejorar la apariencia del automóvil, Darrin contribuyó con la "caída" de la línea de la cintura, el parabrisas y la ventana trasera, además de agregar unas pequeñas aletas traseras.
Para lograr el objetivo de un precio bajo, el Henry J se diseñó para incluir la menor cantidad posible de componentes y para ser construido con la menor cantidad de piezas. Con el fin de ahorrar costos de estampación de la carrocería, los primeros Henry J no tenían tapa en el maletero; los propietarios tenían que acceder al compartimiento de equipajes abatiendo el asiento trasero. Otra medida de ahorro fue ofrecer el automóvil solo como un sedán de dos puertas con ventanas traseras fijas. También faltaban en la versión básica la guantera, los apoyabrazos, el parasol interior del lado del pasajero y la ventilación de flujo continuo.
El Henry J era propulsado por un motor de 134,2 pulgadas cúbicas (2,2 L) de cuatro cilindros y 68 caballos (51 kW; 69 CV). Los modelos posteriores estaban disponibles con un motor de seis cilindros y 161 pulgadas cúbicas (2,6 L) SV, capaz de producir 80 caballos (60 kW; 81 CV). Los motores fueron suministrados por Willys-Overland; el motor de cuatro cilindros era el mismo que se usaba en los Jeeps de la serie CJ-3A, con solo ligeras modificaciones en los componentes; el bloque y los componentes internos eran intercambiables con el motor CJ-3A. La producción del Henry J proporcionó una fuente de ingresos sustancial para Willys-Overland. Este motor estándar podría alcanzar hasta 35 millas por galón americano (6,7 L/100 km; 42,0 mpgIm) cuando se manejaba de manera conservadora.
Antes de que el Henry J fuera lanzado al mercado, los primeros modelos de producción en serie se llevaron a Arkansas para realizar pruebas en carretera. Los expertos calcularon que conducir 100 millas (161 km) en las carreteras más accidentadas equivaldría a 5000 millas (8047 km) de conducción normal.

## Marketing

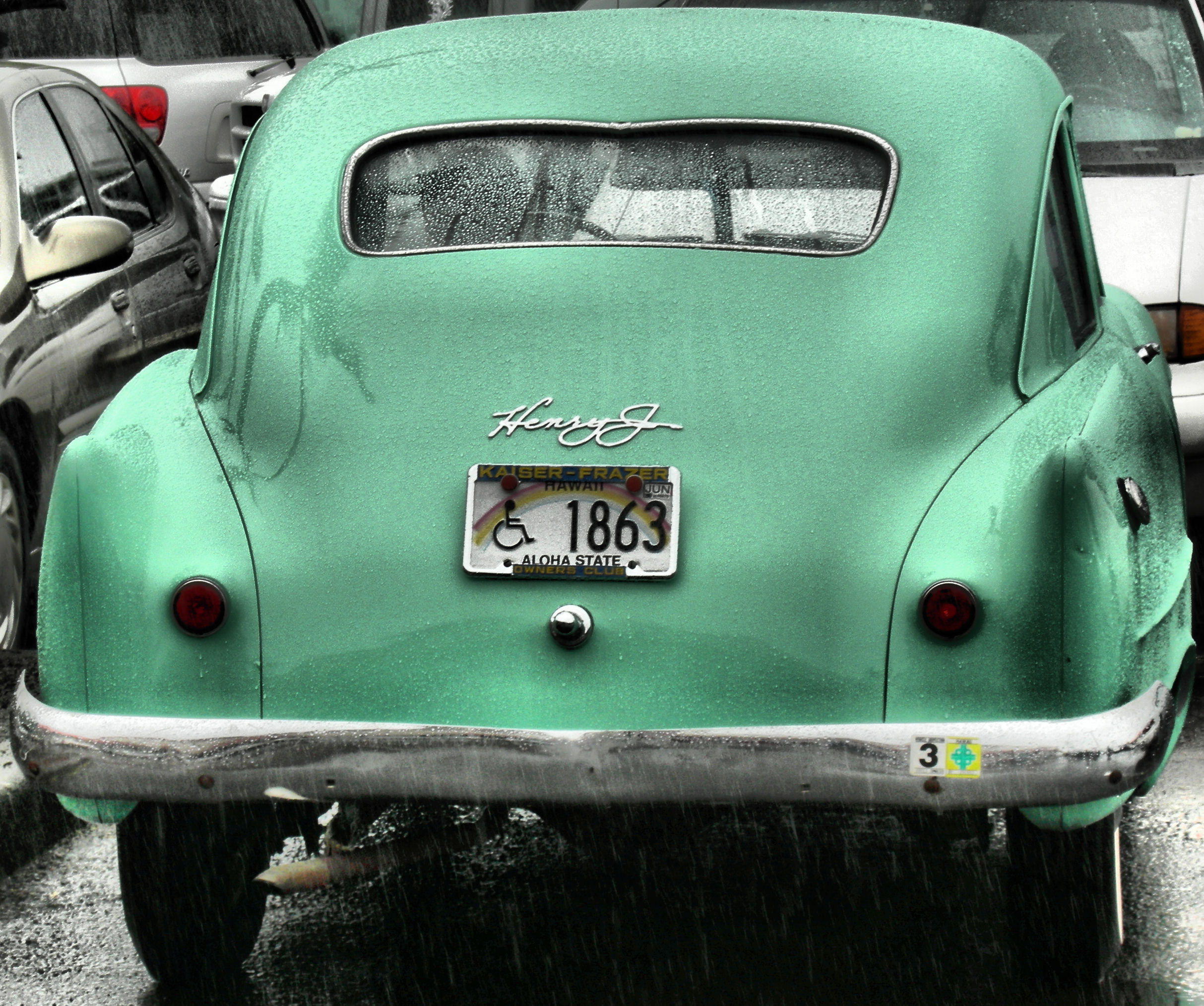
Versión inicial del Henry J sin portón en el maletero (el equipaje se debía introducir por el habitáculo)

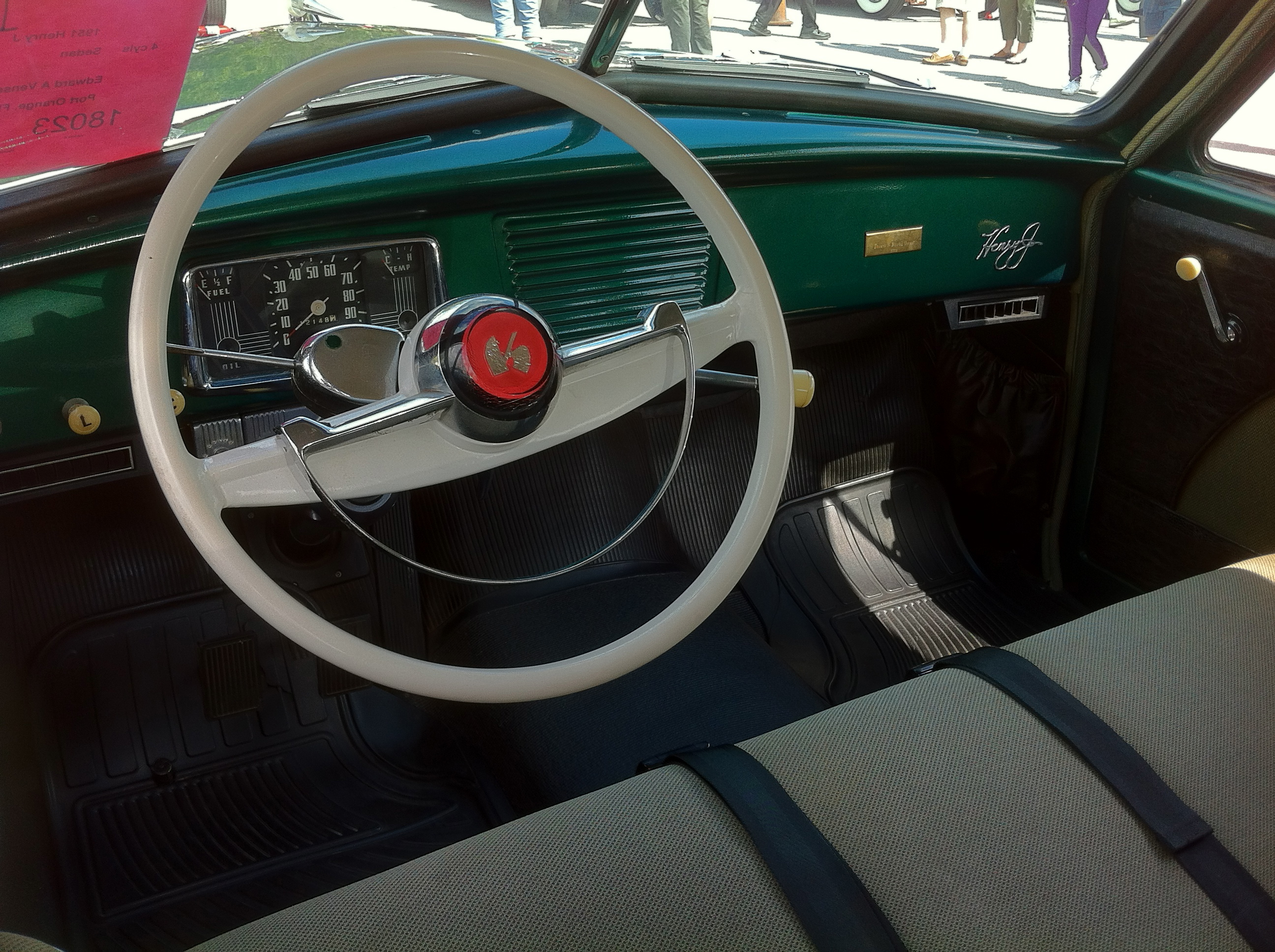
Interior del coche

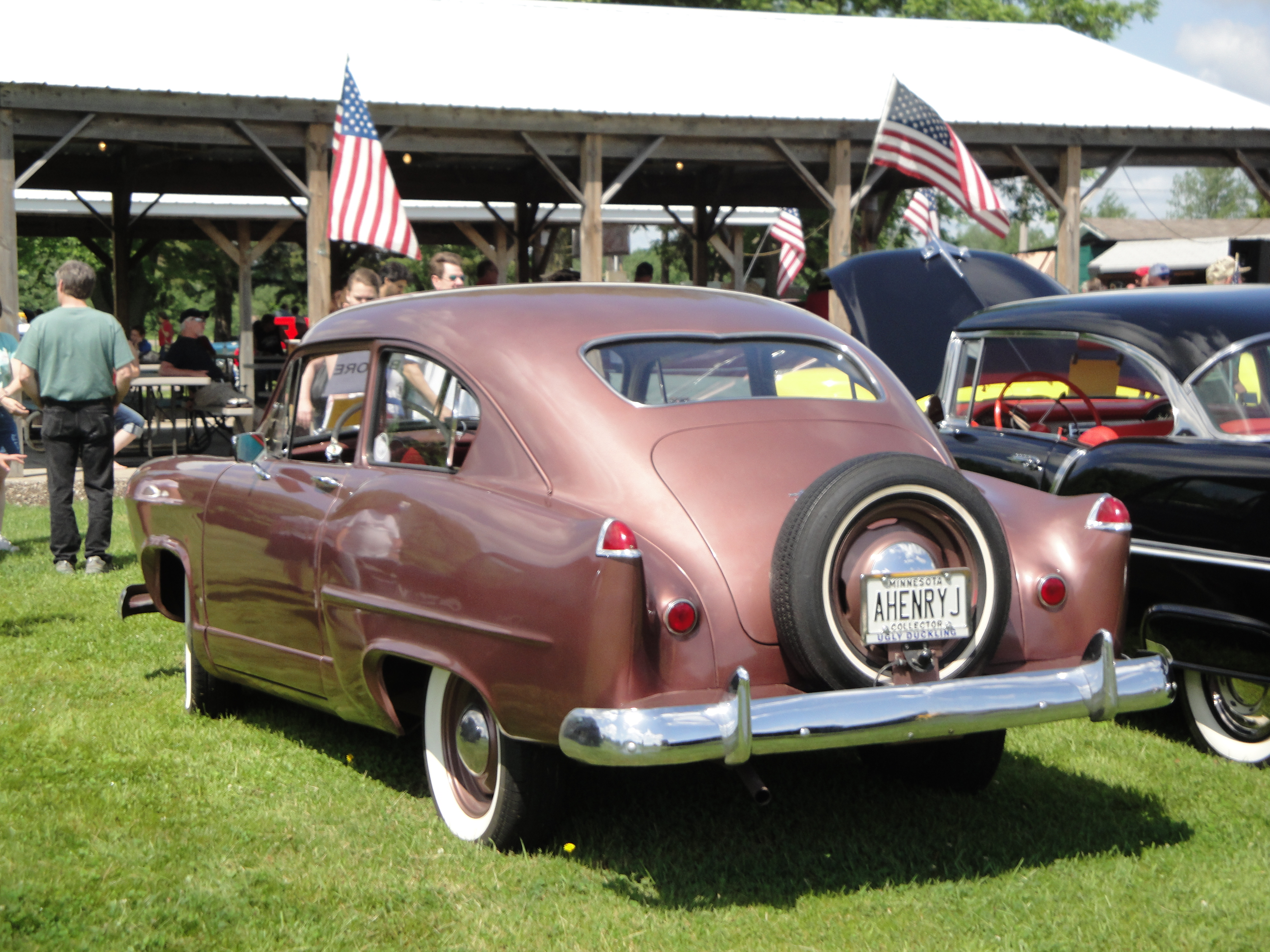
Versión con portón trasero y rueda de repuesto Continental

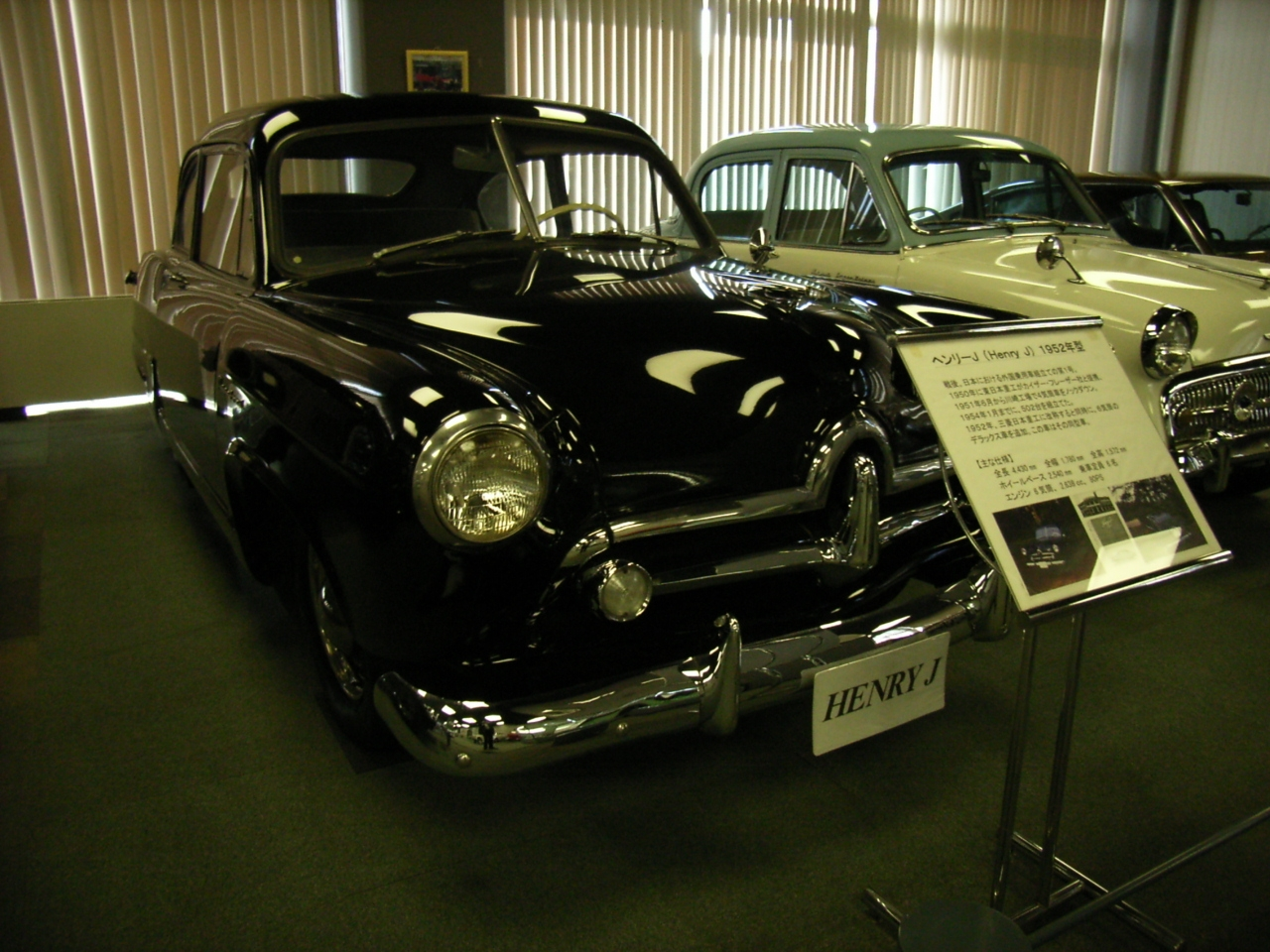
Unidad fabricada en Japón por Mitsubishi

Si bien el Henry J tenía un precio bajo, un Chevrolet 150 se podía comprar por menos de 200 dólares más, y el Chevrolet incluía ventanas traseras descendibles y una tapa del maletero. Los Chevrolet, Ford, Plymouth y otros competidores de bajo precio también eran coches más grandes, ofreciendo más espacio interior. Kaiser-Frazer comenzó a ofrecer la tapa del maletero como parte de un "Grupo de accesorios" (grupo de equipamiento preferido) durante el año 1951, así como distintos otros complementos. Sin embargo, la publicidad del Henry J todavía se enfocaba en la economía del mantenimiento y del consumo, en un momento en que el racionamiento de la gasolina por parte de la Junta de Producción de Guerra había terminado y el combustible se vendía a unos 27 centavos el galón. El coche podía alcanzar los 25 millas por galón americano (9,4 L/100 km; 30,0 mpgIm) y en 1953, un Henry J ganó la Mobil Economy Run.
El Henry J resultó ser una decepción de ventas para Kaiser. Los modelos sobrantes de 1951 se modificaron con una rueda de repuesto Continental y un interior mejorado, para comercializarse como las versiones Henry J "Vagabond" de 1952. Disponible con motores de cuatro o seis cilindros, se vendieron un total de 7017 unidades.
En 1952, Kaiser comenzó a vender el Henry J a través de Sears, rebautizándolo con el nombre de Allstate. Los Allstate eran casi idénticos a los Henry J, pero llevaban una parrilla, un adorno de capó, tapacubos, insignias de identificación y molduras interiores propios, y neumáticos y baterías de la marca Allstate. Después de dos años de ventas decepcionantes, Sears canceló la comercialización del automóvil.
El Henry J también estuvo disponible en Japón desde 1951 hasta 1954, a través de un acuerdo de licencia con East Japan Heavy-Industries, que formaba parte del grupo Mitsubishi.
En 1952, se introdujeron los modelos Henry J Corsair (cuatro cilindros) y Corsair DeLuxe (seis cilindros) con un estilo y acabados mejorados, así como precios más altos. La parte delantera tenía una rejilla de ancho completo, mientras que las luces posteriores estaban alojadas en las aletas de los guardabarros traseros.
El Henry J Corsair de 1953 tuvo pocos cambios de estilo y contó con el motor de cuatro cilindros de culata en L más pequeño. La publicidad de Kaiser lo promocionó como "el automóvil más fácil de conducir, manejar, estacionar, reparar, operar, mantener y, por supuesto, el más fácil de pagar". Un tablero de instrumentos acolchado se convirtió en estándar.
Para 1954, el precio del Corsair de cuatro cilindros se redujo a 1286 dólares, con el Corsair DeLuxe de seis cilindros a la venta por 1437 dólares, 124 menos que el año anterior. Las nuevas características de seguridad incluyeron un tablero acolchado y el parabrisas se montó para que saltara en caso de impacto, así como un carburador "Penny-Minder" con el que se decía que alcanzaba los 30 millas por galón americano (7,8 L/100 km; 36,0 mpgIm).
Las ventas disminuyeron cada año que se comercializó el automóvil. En 1950 tenía el 1,35% del mercado, mientras que en 1954 solo alcanzaba el 0,02%. Si bien el Henry J era económico para los consumidores, sus costos de fabricación y mano de obra eran altos. Henry J. Kaiser esperaba obtener beneficios mediante la producción a gran escala; sin embargo, las lentas ventas de los coches invalidaron sus planes. El mercado del automóvil era competitivo y desafiar a los "Tres Grandes" de Estados Unidos (General Motors, Ford y Chrysler) resultó difícil cuando comenzaron las guerras de precios, que tuvieron un impacto devastador en los pequeños fabricantes de automóviles nacionales.
Al mismo tiempo, las ventas del Rambler compacto de Nash tuvieron éxito, en parte porque la firma lo presentó en 1950 como un modelo convertible de alto valor, y comercializó un automóvil pequeño con numerosas características estándar para evitar que los consumidores lo vieran como inferior o deficiente. En 1953, fue revisado en la revista Finanzas Personales de Kiplinger como "bien equipado y con estilo, el pequeño Rambler es económico y fácil de conducir, ya sea en estilos de carrocería convertible, camioneta, o de techo rígido (sin "pilar B")." Por otro lado, el Henry J era un modelo sedán de dos puertas claramente recortado; los consumidores entendieron la diferencia entre "económico" y "barato" y percibieron el Henry J de manera negativa. En septiembre de 1953, el Henry J fue descrito en una comparación de coches pequeños por Finanzas Personales de Kiplinger como "en problemas ... lo más parecido a un automóvil de 'transporte básico' en la carretera hoy en día, y como tal, no atrae al comprador de automóviles actual... En la relación valor-precio, se encuentra entre los más bajos".

## Fin del coche
El esfuerzo de Kaiser por impulsar las ventas en el segmento de mercado de bajo precio, agregando un automóvil pequeño a su oferta de productos, se produjo en un momento en que los consumidores demandaban automóviles grandes. Con la adquisición de las operaciones de vehículos de Willys-Overland a principios de 1953 por parte de la división Kaiser Manufacturing Company de Kaiser-Frazer (la división cambió su nombre en ese momento a Willys Motors, Incorporated), la gerencia decidió descontinuar el automóvil a finales de 1953. Kaiser también arrendó la fábrica de Willow Run a General Motors (debido a que un incendio había destruido su planta de transmisiones automáticas en Livonia) y el ensamblaje de vehículos de Kaiser se consolidó en el complejo de Jeep en Toledo (Ohio). Sin embargo, la producción del Henry J no se trasladó de Míchigan a la fábrica de Ohio. En cambio, el Willys Aero era un vehículo similar que se siguió fabricando en Toledo. Los esfuerzos para vender los vehículos restantes dieron como resultado una serie abreviada de automóviles Henry J como modelos de 1954, utilizando los coches de 1953 sobrantes o incompletos. Se pueden distinguir de la versión de 1953 solo por su prefijo "54" en el número de serie.